# 体育场路 (杭州)
体育场路位于杭州市市中心，是一条东西向主干道。全长约7公里，起点位于保俶路、曙光路，与环城西路、武林路、延安路、中山北路、中河北路、建国北路相交，东至环城东路。

## 历史

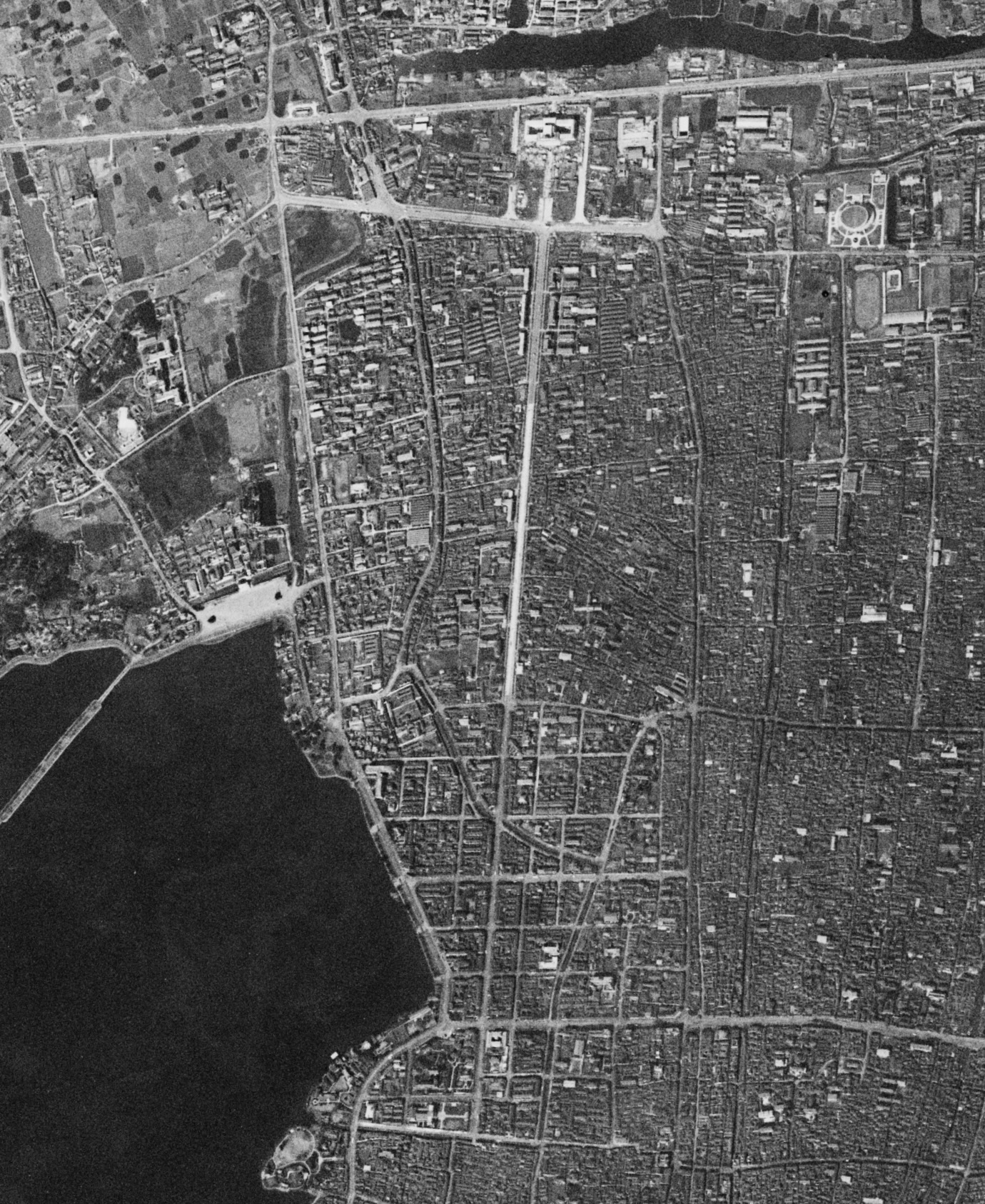
体育场路和延安路附近卫星图（1969年）

清朝时由东向西分段称为成衙营、仓街、楚军营盘、箭杆巷、小火弄、大火弄、同井弄等名，民国时分段称为陈衙营、大仓前、大营盘路，曾为浙江陆军第一师营房所在地，在杭州获得第四届中华民国全国运动会主办权后，将营房改建为国立杭州运动场，道路更名为体育场路。
1959年，体育场路进行拓宽。1977年拓宽陈衙营路面，1981年将东段陈衙营、西段朝晖路与体育场路合并，统称体育场路，1986年取直拓宽武林门至松木场路段，体育场路延伸工程起点位于体育场路与环城东路交叉口，终点与机场路相接，全长1.35公里，延伸段称为体育场路高架，于1996年7月19日正式开工，1997年1月12日通车，设有环城东路上匝道及艮山东路下匝道。

## 相交道路
| 道路名称            | 地标                                     | 公交车站                                   | 地铁车站       |
| ------------------- | ---------------------------------------- | ------------------------------------------ | -------------- |
| 保俶路 · 西：曙光路 |                                          |                                            |                |
| 环城西路            | 杭州市中医院、浙江省财政厅               | 武林门                                     | 2、3武林门站   |
| 武林路              | 万向公园（古武林门）、萧山机场城市航站楼 | 武林小广场                                 |                |
| 北：展览西路        | 杭州大厦、杭州剧院                       |                                            | 1、3武林广场站 |
| 南：延安路          | 武林广场、国大城市广场、杭州百货大楼     | 延安新村                                   | 1、3武林广场站 |
| 北：展览东路        | 电信大楼、浙江省科协大楼                 | 武林广场                                   | 1、3武林广场站 |
| 中山北路            | 建银中心大楼、天水堂                     |                                            |                |
| 中河高架 · 中河北路 | 浙江体育大厦、广厦体育馆、杭州市体育中心 | 市体育馆 · 梅登高桥                        |                |
| 建国北路            |                                          | 宝善桥 · 体育场路陈衙营 · 水上巴士宝善桥站 | 5宝善桥站      |
| 环城东路            |                                          | 市红会医院北                               |                |